# Journal de mathématiques pures et appliquées

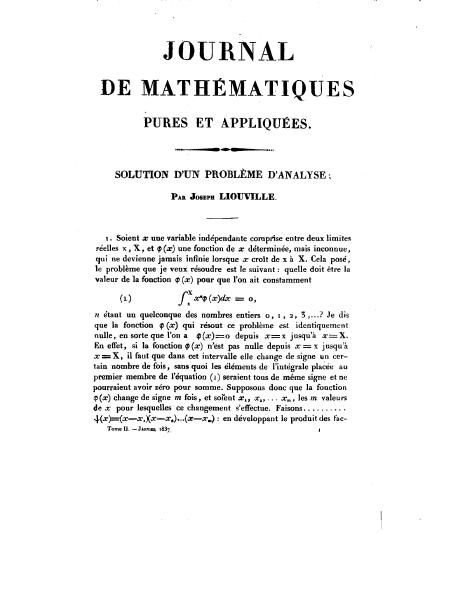
Journal de mathématiques pures et appliquées.

El Journal de mathématiques pures et appliquées es una publicación científica francesa de las más veteranas creada en 1836 por el matemático francés Joseph Liouville, por lo que a veces es referida sobre todo en Francia como Journal de Liouville. Hoy en día es aún una de las publicaciones más prestigiosas de la comunidad matemática. El responsable actual del comité editorial es el matemático Pierre-Louis Lions, medalla Fields.
Incluido el título, se puede considerar que Journal de mathématiques pures et appliquées es el sucesor de Annales de mathématiques pures et appliquées o Annales de Gergonne que dejaron de publicarse en 1832 y que contaban con la participación de Liouville como autor.